# Суховский 2-й
Суховский 2-й — обезлюдевший хутор в Нехаевском районе Волгоградской области России, в составе Нижнедолговского сельского поселения.
Население — 0 (2010).

## История
Основан как хутор Суховский станицы Луковской Хопёрского округа Области Войска Донского. В 1859 году на хуторе проживало 65 душ мужского и 56 женского пола.
Согласно переписи 1873 года на хуторе проживали 148 мужчин и 145 женщин, в хозяйствах жителей насчитывалось 118 лошадей, 133 пары волов, 391 голова прочего рогатого скота и 779 овец. Согласно переписи населения 1897 года на хуторе проживали 200 мужчин и 175 женщин. Большинство населения было неграмотным: грамотных мужчин — 49 (24,5 %), женщин — 7 (4 %).
Согласно алфавитному списку населённых мест Области Войска Донского 1915 года земельный надел хутора составлял 1258 десятин, проживало 290 мужчин и 245 женщин.
С 1928 года хутор в составе Нехаевского района Нижневолжского края. Хутор являлся центром 2-го Суховского сельсовета. В 1953 году Краснопольский и Суховский II сельсоветы были объединены в один Краснопольский сельсовет с центром в селе Краснополье. В 1958 году Суховский 2-й сельсовет был вновь образован. В состав сельсовета были переданы: из Краснопольского сельсовета — хутора Суховский 2-й и Шмыдовка, из Успенского сельсовета — хутор Караичевский, а также территория в границах земель колхоза «Путь к коммунизму». Суховский 2-й сельсовет окончательно упразднен в 1965 году, территория включена в состав Нижнедолговского сельсовета.

## География
Хутор расположен в пределах Калачской возвышенности, относящейся к Восточно-Европейской равнине, в балке Подлипки, на высоте около 150 метров над уровнем моря. Рельеф местности — холмисто-равнинный, сильно расчленённый овражно-балочной сетью. По оврагам, прилегающим к балке Подлипки сохранились островки байрачных лесов. Почвы — чернозёмы обыкновенные
Хутор расположен примерно в 8 км западнее хутора Нижнедолговский.
Часовой пояс
Суховский 2-й, как и вся Волгоградская область, находится в часовой зоне МСК (московское время). Смещение применяемого времени относительно UTC составляет +3:00.

## Население
Динамика численности населения по годам:
| 1859 | 1873 | 1897 | 1915 | 1989 | 2002 |
| ---- | ---- | ---- | ---- | ---- | ---- |
| 121  | 293  | 375  | 535  | ≈60  | 0    |

| 2010 |
| ---- |
| 0    |